# Albeștii de Argeș
Albeștii de Argeș là một xã thuộc hạt Argeș, România. Dân số thời điểm năm 2002 là 4562 người.